# Колерование

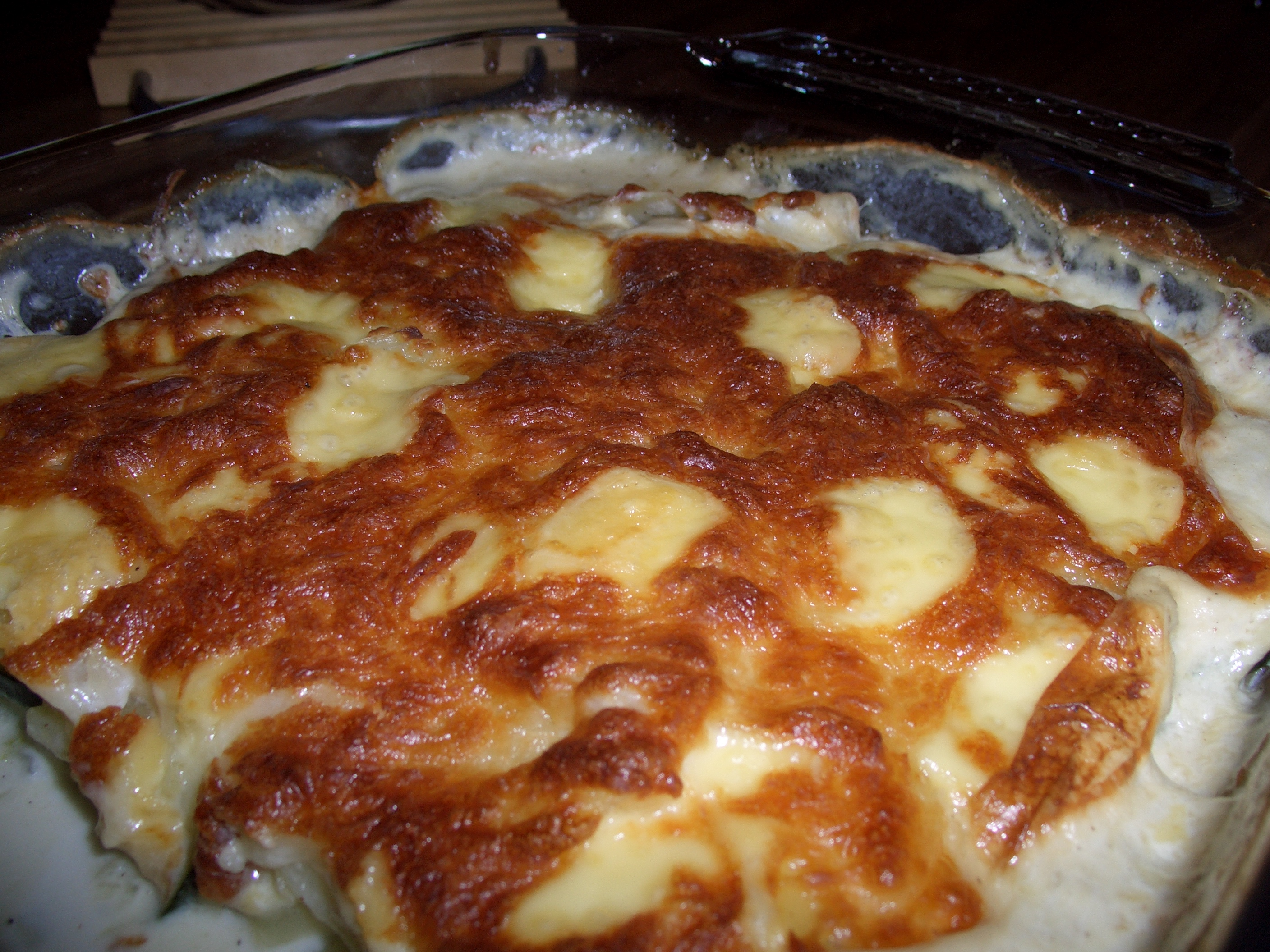
Колерование в духовке даёт золотистую корочку

Колерование — приём кулинарной обработки, целью которого является придание блюду приятного внешнего вида, улучшение вкусовых свойств, получение на блюде румяной корочки.
Колерование, как правило, производится на заключительной стадии обработки продукта, в печи, духовом шкафу, на гриле или при помощи кухонной паяльной лампы. Углеводы и белки во время так называемой реакции Майяра под действием высокой температуры образуют румяную корочку. Эффект достигается, опять же как правило, путём смазывания продукта различными веществами и смесями веществ — сырым яйцом (или по отдельности желтком или белком), маслом или смесью масла с яйцом, присыпкой мукой и т. п. — в зависимости от желания придать тот или иной цвет или блеск готовому блюду. Но это не обязательно, например, традиционный французский рецепт «картофель дофинуа» (gratin dauphinois) не требует посыпки чем-либо, а колерование происходит в течение всей тепловой обработки.
Кроме того, к колерованию относится придание цвета некоторым другим блюдам, например введение красителей в желе.